# Strongylocentrotus intermedius
Strongylocentrotus intermedius is een zee-egel uit de familie Strongylocentrotidae.
De wetenschappelijke naam van de soort werd in 1864 gepubliceerd door Alexander Agassiz.